# Pagament a l'assortidor

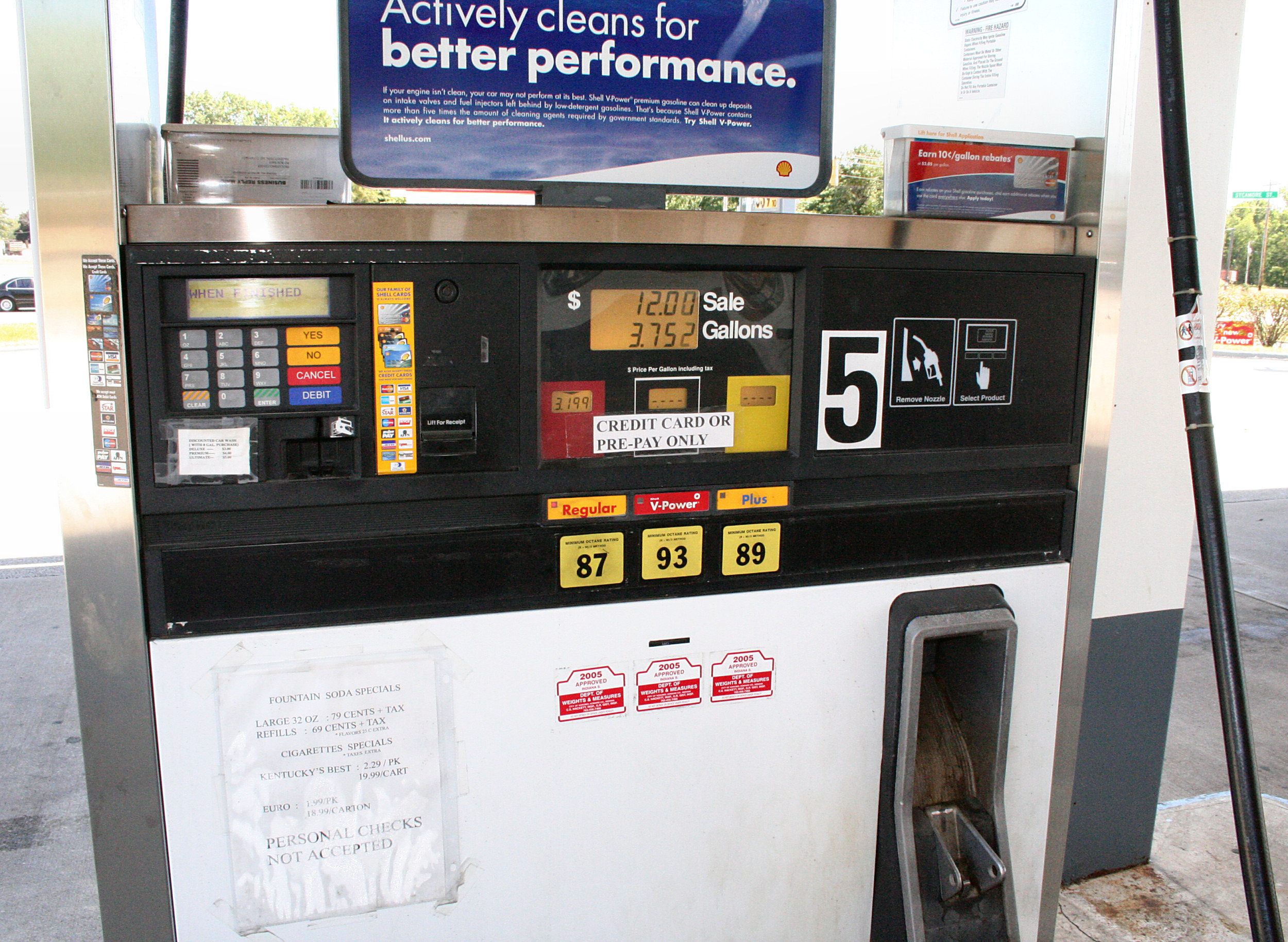
Un sistema de pagament a l'assortidorals sortidors Wayne Vista

El pagament a l'assortidor, és un sistema utilitzat en moltes estacions de servei, on els clients poden pagar el seu combustible inserint una targeta de crèdit, dèbit o targeta de combustible en una ranura del sortidor, evitant el requisit de realitzar la transacció amb l'encarregat de l'estació. o allunyar-se del vehicle. Algunes zones tenen benzineres que utilitzen transponedors de peatge electrònic com a mètode de pagament.

## Història
El pagament a l'assortidor,es va inventar per primera vegada en 1973 a Abilene, Texas, però no es va enlairar fins a la dècada de 1980. El sistema es va introduir el 1982 a Europa i Mobil afirma haver estat la primera benzinera a introduir el pagament a l'assortidor als Estats Units el 1986. El 1994, només el tretze per cent de les botigues de conveniència comptaven amb aquesta tecnologia. El vuitanta per cent de les botigues de conveniència dels Estats Units. UU. el feien servir el 2002, i pràcticament totes les botigues dels EUA. ho fan actualment. El 2004, Sheetz va ser el primer a utilitzar quioscs amb pantalla tàctil al costat del sortidor, on els clients també poden demanar articles de servei d'aliments a la botiga que recullen després de carregar combustible. El 2012, Zarco USA va ser el primer a tenir pantalles tàctils de comanda a la bomba.

## Característiques
El pagament a l'assortidor es considera una forma de mantenir sota el cost de la gasolina en reduir la necessitat d'empleats a les estacions de servei. Es considera un canvi important respecte als dies en què el servei complet era la norma a les estacions de servei, i l'encarregat no només bombava combustible, sinó que també rentava el parabrisa i revisava els líquids i la pressió dels pneumàtics, tot mentre el client estava al vehicle. El servei complet és un mandat legal als estats de Nova Jersey i parts d'Oregon a EE. UU. Oregon permet l'autoservei comercial de gasolina per a ús comercial a través d'una xarxa de bloqueig de targetes, com ara Pacific Pride o CFN.
La tecnologia també ha permès la introducció d'estacions de servei desateses (quan ho permet la llei), que estan principalment fora dels supermercats i altres establiments detallistes i no tenen botigues connectades.

## Frau
Aquells que utilitzen la funció de pagament a l'assortidor, podrien córrer el risc de patir un frau, ja que els lladres poden col·locar skimmers als sortidors que poden robar la informació de les targetes, i utilitzar-la per fer compres fraudulentes. Es poden utilitzar targetes de dèbit per realitzar la compra, ja sigui com a dèbit o crèdit.
Als Estats Units, l'acceptació de targetes amb xip EMV a les benzineres va ser part del canvi de responsabilitat, on l'entitat que no compleixi les actualitzacions de les targetes amb xip serà responsable de qualsevol frau. El canvi de responsabilitat estava originalment programat per a l'octubre del 2017, però totes les marques de pagament el van traslladar a l'octubre del 2020 i, posteriorment, van estendre el canvi de responsabilitat fins a l'abril del 2021.

## Cost per a les empreses i empleats
Pagar a l'assortidor pot fer que els clients evitin entrar en una botiga de conveniència i comprar entrepans, begudes, tabac o productes automotrius, perjudicant així els guanys que obtenen les estacions amb aquestes vendes. D'aquesta manera, el client estalvia diners i evita el desordre que generen aquestes compres.

## Pagament amb smartphone
Alguns assortidors de benzina s'han actualitzat per oferir pagaments sense contacte, on s'accepten bitlleteres mòbils com Apple Pay i Google Pay, així com funcions mòbils per pagar en línia a l'assortidor, sense interactuar amb l'assortidor per al pagament, identificant el número delassortidora la cartera mòbil i carregar la targeta emmagatzemada a la cartera.